# 31113 Stull
31113 Stull è un asteroide della fascia principale. Scoperto nel 1997, presenta un'orbita caratterizzata da un semiasse maggiore pari a 2,3594882 UA e da un'eccentricità di 0,0838611, inclinata di 5,93091° rispetto all'eclittica.
L'asteroide è dedicato allo statunitense John Stull.